# Țânțaru
Țânțaru – wieś w Rumunii, w okręgu Mehedinți, w gminie Butoiești. W 2011 roku liczyła 419 mieszkańców.